# Jean de Beaugrand (maître écrivain)
Pour les articles homonymes, voir Jean de Beaugrand et Beaugrand.
Jean de Beaugrand est un maître écrivain né en 1562 et mort avant 1618.

## Biographie
Né en 1562 à Paris, Jean de Beaugrand fut reçu dans la Communauté des maîtres écrivains jurés le 13 août 1586. En 1590 il succède à Jean Renoult dans la charge de Secrétaire ordinaire de sa Chambre du Roi, et Écrivain de ses bibliothèques, sous les règnes de Henri IV (charges renouvelées le 26 juin 1598 et le 2 avril 1602). Il tint aussi un office d'écrivain de la Reine (1601). Il fut choisi pour enseigner l’écriture à Louis XIII à partir de 1606.
Le 11 septembre 1600, le graveur Simon Frisius lui vend 25 planches gravées de diverses écritures et promet de lui enseigner la gravure sur cuivre en taille-douce trois mois durant. Beaugrand fit construire une presse et publia les planches de Frisius. Inversement, Frisius grava les deux livres d'exemples de Beaugrand.
Le dernier feuillet de la Panchrestographie indique que Beaugrand et son rival Guillaume Le Gangneur furent à un moment en conflit à propos de la charge d'écrivain du roi, mais un arrêt du Conseil privé du Roi donna raison à Beaugrand en 1604.
Il eut un frère cadet Baptiste de Beaugrand, né vers 1572, également maître écrivain, qui a inséré quelques planches dans les deux publications de son frère.
Jean de Beaugrand a été marié à Marie Chenevix et est mort avant 1618. Il eut un fils Jean II qui fut un mathématicien important, chargé comme son père d'un office de Secrétaire de la Chambre du roi. 
On a de lui deux portraits gravés par Thomas de Leu en 1588 et 1594/1595 (voir) d'après un dessin de Daniel Dumonstier (cf. Cat. Muller n° 272).

## Œuvres gravées

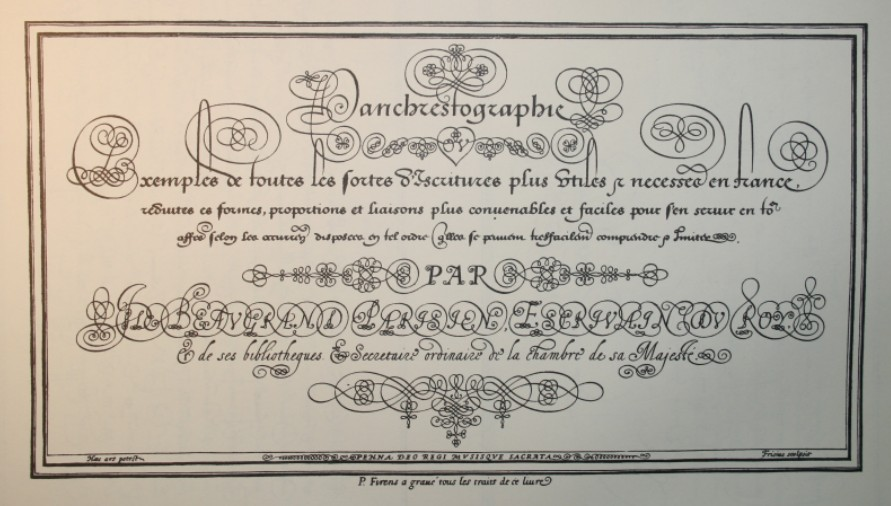
Titre de la Panchrestographie de 1604.

La bibliographie des œuvres de Jean de Beaugrand est un peu incertaine : il existe des tirages plus tardifs de chacun de ses deux recueils (1624, 1633). Il est également possible que ce soit Baptiste de Beaugrand qui ait édité l'un ou l'autre ouvrage après la mort de son frère.
- Poecilographie ou diverses écritures propres pour l'usage ordinaire avec une méthode fort brève et facile pour les bien apprendre...   Paris : 1601, (gravé par Simon Frisius et le titre par Charles de Mallery). Certains exemplaires sont au nom de Pierre Mariette. Dédicace au prince de Condé. Amiens BM (inc.), Amsterdam UB, Avignon BM, Berlin SB, Berlin KGM, Cambridge (MA) Harvard UL, Chantilly MC, Chicago NL, London BL, Paris BHVP, Paris INHA, Paris Maz., Paris BIU Sorbonne. Cat. Destailleur n° 845, Meyer 2006 n° 4. Six planches repr. dans Jessen 1936 pl. 151-153, 164, 168-169.
- Panchrestographie ou exemples de toutes les sortes d'escritures plus utiles et nécessaires en France, reduites es formes, proportions et liaisons plus convenables et faciles pour s'en servir... Paris : 1604. 24 pl. gravées par Simon Frisius puis regravées par Pierre Firens. Ce recueil fut écrit à l'usage du jeune Louis XIII et lui est dédié. Amiens BM, Amsterdam UB, Berlin SB, Boston MFA, Cambridge (MA) HUL (aux armes de Louis XIII), Chicago NL (inc.), London BL, Marseille BM, Paris BNF (Est.). Cat. Destailleur n° 846, Cat. Jammes n° 10, Becker 1997 n° 45, Meyer 2006 n° 5. Une planche repr. dans Jessen 1936 pl. 150.

Ces deux recueils sont décrits très précisément par Meyer p. 294-302.
Jean II réunit la moitié des planches qui lui venaient de son père Jean avec l'autre moitié qu'il a héritée de son oncle Baptiste le 17 août 1632, et en 1633 fit republier les deux volumes sous une page de titre commune, avec une dédicace à Louis XIII. Berlin SB, Cambridge (MA) Harvard UL (exemplaire de présentation à Louis XIII), Marseille BM.